# Queen of New Westminster
Die Queen of New Westminster ist ein 1964 in Dienst gestelltes Fährschiff der kanadischen Reederei BC Ferries. Die fast 60 Jahre alte Fähre steht auf der Strecke von Tsawwassen nach Swartz Bay im Einsatz.

## Geschichte
Die Queen of New Westminster wurde am 24. Mai 1963 unter der Baunummer 105 in der Werft des Victoria Machinery Depot in Victoria auf Kiel gelegt und lief am 12. Mai 1964 vom Stapel. Nach der Übergabe an BC Ferries im Juli 1964 nahm sie am 4. August den Fährdienst zwischen Tsawwassen und Duke Point durch die Straße von Georgia auf. Zusammen mit ihren Schwesterschiffen Queen of Nanaimo und Queen of Burnaby bildete sie die Burnaby-Klasse, eine Unterklasse der aus vier weiteren Einheiten bestehenden Victoria-Klasse. Da sich die Queen of Westminster leicht von ihren Schwesterschiffen unterscheidet wird sie teilweise auch als Einzelschiff angesehen.
1973 wurde die Fähre um fast 25 Meter verlängert, wodurch sich ihre Fahrzeugkapazität von 152 auf 254 PKW (laut Reedereiangaben) erhöhte. Ein weiterer Umbau samt dem Einbau einer neuen Maschinenanlage erfolgte 1981 in Vancouver.
Am 13. August 1992 ereignete sich ein schwerer Unfall an Bord der Queen of New Westminster, als das Schiff seinen Liegeplatz verließ, obwohl die Laderampen noch gesenkt waren. Ein auf der Rampe befindlicher, mit sechs Personen besetzter Van stürzte hierdurch 15 Meter tief auf das untere Fahrzeugdeck und anschließend ins Wasser. Drei der Insassen kamen hierbei ums Leben, eine Person erlitt schwere und zwei Personen leichte Verletzungen.
Die Queen of New Westminster erhielt in den Jahren 2007 und 2009 Modernisierungen ihrer Passagierbereiche, wodurch sie als letztes Schiff ihrer Bauart noch immer für BC Ferries im Einsatz steht und die Strecke von Tsawwassen nach Swartz Bay bedient. Ein geplanter Termin zur Ausmusterung der Fähre ist nicht bekannt.